# Киселёв, Семён Сергеевич
Семён Сергеевич Киселёв (1906—1985) — полковник КГБ СССР, участник советско-финской и Великой Отечественной войн, Герой Советского Союза (1940).

## Биография
Семён Киселёв родился 20 июля (2 августа) 1906 года в селе Мелехово. После окончания семи классов школы работал в Ленинградском горкоммунхозе. В 1928 году Киселёв был призван на службу в Рабоче-крестьянскую Красную Армию. В 1932 году он окончил школу старших лекарских помощников при Военно-медицинской академии, после чего служил в пограничных войсках.
Участвовал в боях советско-финской войны, будучи военным комиссаром 5-го пограничного полка войск НКВД. В январе 1940 года во главе отряда Киселёв был направлен на помощь попавшей в окружение роте в районе села Ухта (ныне — посёлок Калевала в Карелии) и в течение 46 суток сражался, несмотря на тяжёлые условия.
Указом Президиума Верховного Совета СССР от 26 апреля 1940 года «за успешное выполнение боевых заданий Правительства по охране государственных границ и проявленные при этом отвагу и геройство» батальонный комиссар Семён Киселёв был удостоен высокого звания Героя Советского Союза с вручением ордена Ленина и медали «Золотая Звезда» за номером 410.
В 1941 году Киселёв окончил первый курс Военно-политической академии. Участвовал в Великой Отечественной войне, находился на высоких партийных должностях в ведомствах НКВД СССР. После войны Киселёв служил во внутренних войсках, а с августа 1950 года — в МГБ/КГБ СССР. С 1954 года был заместителем начальника политотдела войск 8-го Управления КГБ СССР. В 1955 году в звании полковника Киселёв был уволен в запас. Проживал в Москве. Умер 1 декабря 1985 года, похоронен в закрытом колумбарии Ваганьковского кладбища.
Был награждён двумя орденами Ленина, орденами Красного Знамени, Отечественной войны 1-й и 2-й степеней, Красной Звезды, рядом медалей.